# (266854) Sezenaksu
(266854) Sezenaksu (prononciation en turc [sɛzɛn ɑksu]) est un astéroïde de la ceinture principale.

## Description
(266854) Sezenaksu est un astéroïde de la ceinture principale. Il fut découvert par Jean-Claude Merlin le 24 octobre 2009 à Nogales. Il présente une orbite caractérisée par un demi-grand axe de 2,97 UA, une excentricité de 0,078 et une inclinaison de 4,29° par rapport à l'écliptique.
Il fut nommé en l'honneur de la chanteuse pop turque Sezen Aksu, de son vrai nom Fatma Sezen Yıldırım, née en 1954.

## Compléments